# Haia
Haia je sumerski bog prodavaonica. Sa svojom ženom Nunbarsegunu je otac Ninlil, koju je silovao Enlil. 